# John C. Malone
John C. Malone (nascut el 7 de març de 1941 a Milford, Connecticut, Estats Units) és un empresari nord-americà.
Actualment és el principal directiu de les empreses Liberty Media, Liberty Global i Liberty Interactive, de les que és amo majoritari. Posseeix el 49% de les accions de Starz i el 29% de Discovery Communications. També és propietari de l'empresa ramadera Silver Spur Ranches. El gener de 2011 era propietari de 8 500 km² en terrenys de pastura als Estats Units. Anteriorment va ser propietari de l'empresa de televisió per satèl·lit DirecTV i de la News Corporation de multimèdia.

## Biografia
Va obtindre un "bachellor degree" en enginyeria elèctrica i en economia, un màster en gestió industrial a la Universitat Johns Hopkins, un màster en enginyeria elèctrica a la Bell Labs el 1965 i el doctorat en recerca d'operacions a la Universitat Johns Hopkins el 1967.
El 1963, Malone va ingressar als Laboratoris Bell de la AT&T, on va treballar en planificació i recerca. El 1968 es va incorporar a la McKinsey & Company. El 1970 es va convertir en vicepresident de la General Instrument Corporation, i més tard va ser president de Jerrold Electronics dins d'aquest grup.
Des de 1973 fins a 1996, va ser cap executiu de Tele-Communications Inc., una empresa de televisió per cable que va ser adquirida per la nova AT&T el 1999 per 32 mil milions de dòlars. En paral·lel, va pertànyer a la comissió directiva de la National Cable & Telecommunications Association des de 1974 fins a 1977 i després des de 1980 fins a 1993.
Després de la venda, Malone va continuar treballant en Liberty Media, la divisió de continguts de TCI. L'empresa es va separar de AT&T el 2001.
El 2007, Liberty Media va vendre les seves accions del multimedia de News Corporation a canvi de l'empresa de televisió per satèl·lit DirecTV i els Atlanta Braves de beisbol. El 2009, Liberty Media va comprar el 40% de Sirius XM Radio. El 2013, va comprar el 27% de l'empresa de telecomunicacions Charter Communications. El 2016, va comprar la Fórmula 1 per 4 400 mil milions de dòlars.
Liberty també és propietària de l'empresa Ticketmaster i l'empresa d'espectacles musicals Live Nation.
La divisió internacional de Liberty Media es va fusionar amb UnitedGlobalCom el 2005 per conformar Liberty Global. Aquest grup és propietari de les empreses de telecomunicacions Virgin Media (Regne Unit), Telenet (Bèlgica), Ziggo (Països Baixos) i UPC (Europa central).